# Die Frau ohne Schatten
Die Frau ohne Schatten (op. 65) is een opera in drie bedrijven van de Duitse componist Richard Strauss, op tekst van de Oostenrijkse schrijver Hugo von Hofmannsthal. De première vond plaats op 10 oktober 1919 in Wenen (dirigent: Franz Schalk, regie: Hans Breuer, decor: Alfred Roller); enkele dagen voor de eerste opvoering in Dresden.

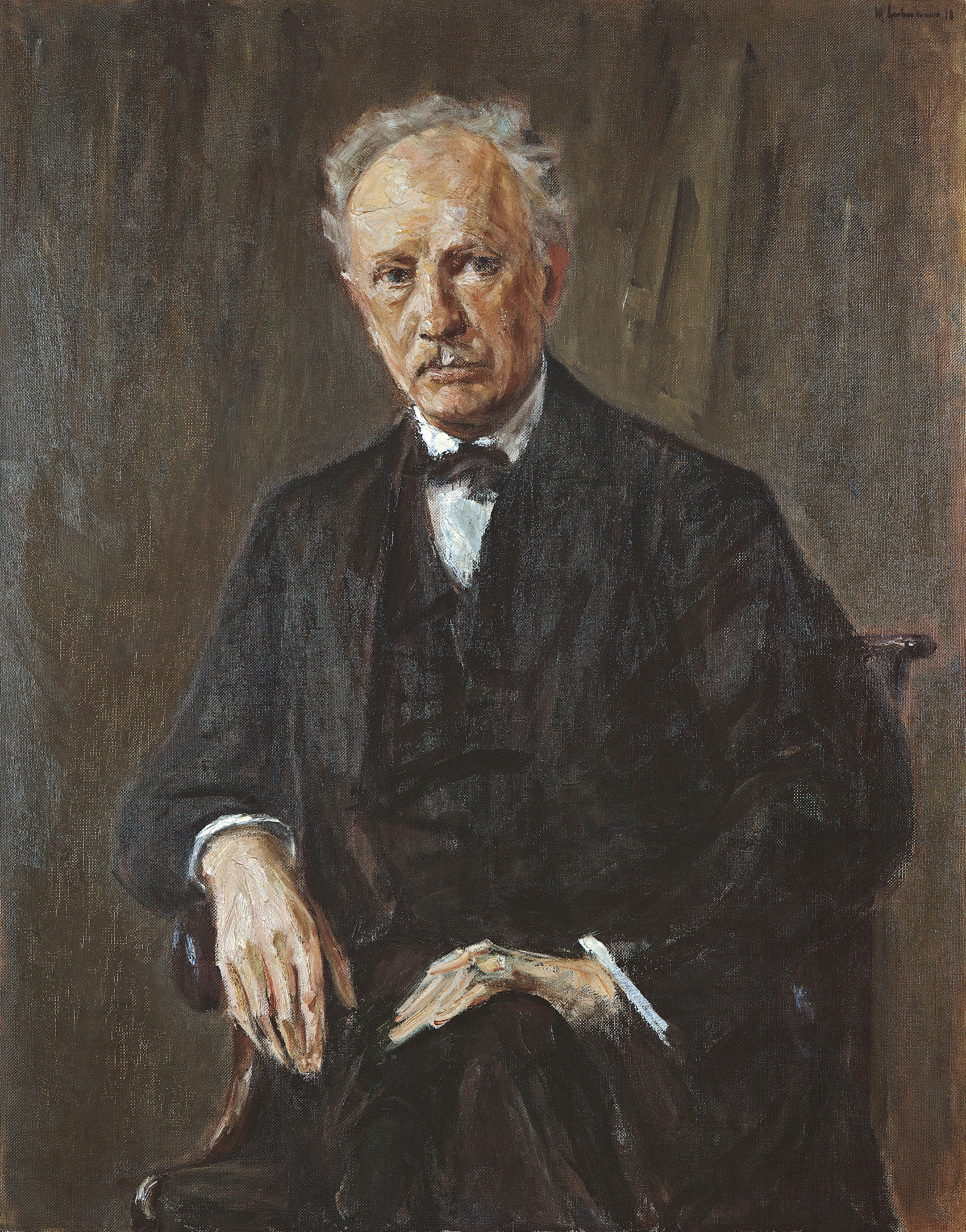
Richard Strauss, schilderij van Max Liebermann

## Ontstaansgeschiedenis
Hofmannsthals eerste invallen over zijn libretto stammen van 1911 en lijken terug te grijpen naar een eerder verhaal (Maerchen) ut 1895, waarin een “estheet” “versteent”, zodra hij in contact komt met de armoede en ellende van de gewone mens. De opera werd vanaf de eerste gesprekken met Strauss in 1911 geïnspireerd door de opzet van twee paren (een verheven en een meer aards paar) alsook de beproevings-scènes in de Zauberflöte. Uit de wereld van de sprookjes stammen motieven als het verlangen naar een schaduw (metafoor voor kinderloosheid) en het genoemde gegeven van een mens die "versteent". De diverse motieven spelen een belangrijke rol in de inhoudsbeschrijving, zoals die door de librettist zelf is beschreven (zie onderstaand addendum). Naast dit libretto heeft Hofmannsthal dezelfde stof – nog weer verder uitgebreid, maar de dialogen zijn dezelfde als in de opera - voor een gelijknamige novelle gebruikt. Daarin is een hoofdstuk toegevoegd, waarin de keizer in een grot afdaalt voordat hij versteent en daar inzicht krijgt in zijn schuld ten aanzien van de keizerin.
Vanaf de eerste brieven in 1911 raakte Strauss enthousiast over het thema. Het tekstmateriaal kwam hem mondjesmaat toe en het duurde uiteindelijk vier en half jaar voor hij het libretto volledig in handen had. Meerdere malen schreef hij Hofmannsthal op te schieten. Hofmannsthal voelde zich opgejaagd (bij het begin van de oorlog werd hij opgeroepen als frontsoldaat, liet zich snel afkeuren en kwam terecht op de persdienst van het leger) en worstelde met het onderwerp. Maar Strauss was gelukkig met de tekst van Hofmannsthal, die hem tot zeer kleurrijke muziek inspireerde. Wel had Strauss moeite om de koele, etherische figuren van Keizer en Keizerin tot muzikaal leven te brengen (ze waren niet zo te vullen met rode-bloed-lichaampjes als de personages in Der Rosenkavalier, zoals Strauss zelf zei). Het andere paar lag hem beter: Hofmannsthal had Strauss al eens voorzichtig toevertrouwd dat hij bij het schrijven van de dialogen voor de Verversvrouw Strauss’ eigen formidabele vrouw Pauline voor ogen had gehad, en Strauss zal weinig moeite hebben gehad om zich te identificeren met de goedmoedige boerse Barak. Op 28 juni 1917 schrijft Strauss aan von Hofmannsthal: "Die Partitur der "Frau ohne Schatten" ist fertig", maar de première vond pas in 1919 plaats.
Kern van het libretto is (net als bij Ariadne auf Naxos) Hofmannsthals fascinatie met twee contrasterende vrouwentypen: een onwerkelijke fee en een al te menselijke vrouw. Daarnaast zijn er de getarte echtgenoten en dubieuze voedster, aangevuld met personages voor het couleur locale en de commentaren uit de geestenwereld; in deze symbolenwereld zijn de handelingen traag en schetsmatig. Hofmannsthal wou daar episch-dramatische muziek bij. Strauss gebruikt een enorme bezetting.
De scènebeschrijvingen in het libretto suggereren vaak een weidse opzet. Toch doet de muziek regelmatig aan als kamermuziek. Al vrij vroeg koos Strauss voor "twee orkesten": het ene met lichte, etherische klanken voor de keizerswereld, het andere met duistere en zwaardere tonen voor de ververswereld. De "vermenging van beide procedés" doet deze orkestklanken geleidelijk in elkaar overgaan.
Net als bij Pelléas et Mélisande van Debussy gaat hier niet om grootse scènes, maar om intieme portretten, aaneengeregen door een rijke orkestrale stroom. De vijf zeer zware hoofdrollen (Kaiser, Kaiserin, Färber, Färbersfrau, Amme), het zeer omvangrijke orkest en de noodzaak op het toneel de verschillende scènes uit de droomwereld en de werkelijkheid te moeten realiseren, maken deze opera (waarvan elke akte meer dan een uur duurt) nog steeds een grote uitdaging voor elk operahuis.

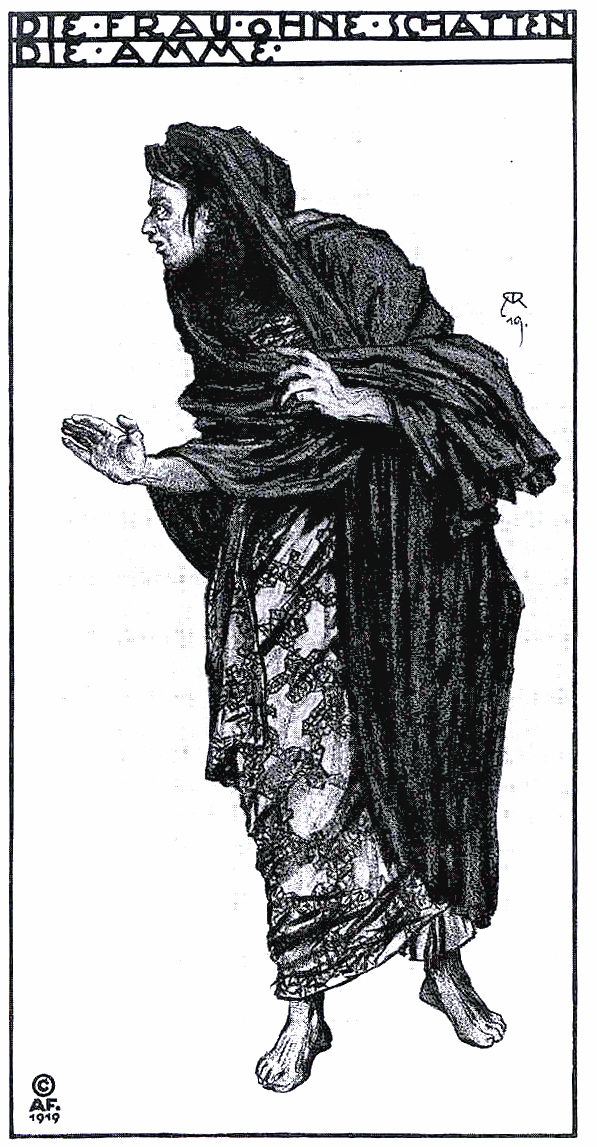
Kostuumontwerp Alfred Roller voor Die Amme bij de première in Wenen

## Rolverdeling
| Rol                                                                                               | Stemtype                         | Première, 10 oktober, 1919 (Franz Schalk) |
| ------------------------------------------------------------------------------------------------- | -------------------------------- | ----------------------------------------- |
| De Keizer (Der Kaiser)                                                                            | heldentenor                      | Karl-Aagaard Oestvig                      |
| De Keizerin (Die Kaiserin), Keikobads dochter                                                     | (jugendlich-dramatische) sopraan | Maria Jeritza                             |
| De Voedster (Die Amme), haar bediende                                                             | dramatische mezzo-sopraan        | Lucie Weidt                               |
| Barak, de Verver (Barak, der Färber)                                                              | bas-bariton                      | Richard Mayr                              |
| De Verversvrouw (Die Färberin)                                                                    | dramatische sopraan              | Lotte Lehmann                             |
| De één-ogige Man (Der Einäugige), Baraks broer                                                    | hoge bas                         | Viktor Madin                              |
| De eenarmige Man (Der Einarmige), Baraks broer                                                    | bas                              | Julius Betetto                            |
| De Bultenaar (Der Bucklige), Baraks broer                                                         | hoge tenor                       | Anton Arnold                              |
| De boodschapper van Keikobad                                                                      | hoge bariton                     | Josef von Manowarda                       |
| De stem van een Valk                                                                              | sopraan                          | Felicie Hüni-Mihacsek                     |
| Jeugdige Verschijning                                                                             | tenor                            | Elisabeth Schumann                        |
| De dorpelwachter                                                                                  | sopraan of countertenor          | Sybilla Blei                              |
| Stem van boven                                                                                    | diepe alt                        | Maria Olczewska                           |
| Stemmen van Zes Ongeboren Kinderen (Sechs Kinderstimmen)                                          | drie sopranen, drie baritons     |                                           |
| Stemmen van Drie Stadswachten (Stimmen Der Wächter Der Stadt)                                     | baritons                         |                                           |
| Bedienden van de Keizerin, andere kinderen en bedelaarskinderen, geest-bedienden en geest-stemmen |                                  |                                           |

De rol van de Keizerin vraagt een dramatische sopraan die uitgebreide coloratuurpassages met trillers, loopjes en een hoge D (dat vat haar openingssolo in de eerste akte samen) aan kan. Op gelijke wijze vraagt de rol van keizer om een tenor, die talrijke passages in het bovenregister aan kan (zie met name zijn lange solo in de tweede akte). De voedster-rol ligt vooral in het bereik van een diepe alt, maar herhaaldelijk gaat de rol boven de notenbalk. De Verversvrouw vereist een sopraan met een immens volume om boven het orkestgeweld uit te komen. De Verver ligt van de grote vocale partijen wat gemakkelijker, maar ook hier een zware orkestratie: deze opera van 3 uur en 15 minuten vraagt een bariton met doorzettingsvermogen.

## Synopsis
De keizer van de zuidoostelijke eilanden schiet tijdens de jacht een gazelle die verandert in een jonge vrouw. Zij is de dochter van Keikobad, koning der geesten. Zij koesteren een diepe liefde voor elkaar, maar zij hebben geen kinderen; als teken van haar onvruchtbaarheid heeft de vrouw geen schaduw. Dit is het hoofdthema van de opera: om de liefde in vervulling te doen gaan en echt mens te worden, dient de vrouw kinderen te krijgen. De schaduw is het symbool van de vruchtbaarheid.

### Eerste bedrijf
Eerste toneel
Aan bet begin van de opera krijgt de voedster bezoek van een bode van Keikobad. Uit hun gesprek blijkt dat Keikobad zijn dochter een jaar de tijd gegeven heeft om zich een schaduw te verwerven en zo geheel mens te worden. Indien zij over drie dagen deze schaduw niet heeft gevonden, moet zij naar het rijk van haar vader terugkeren en dan zal de keizer in steen veranderd worden. De bode verdwijnt, waarna de keizer verschijnt. Hij zegt tegen de voedster dat hij drie dagen op jacht gaat en maakt een toespeling op zijn favoriete valk die hij niet meer heeft teruggezien sinds hij zijn vrouw heeft ontmoet. De keizer vertelt dan hoe hij zijn echtgenote heeft ontmoet en haar veroverd heeft; hoe de rode valk tijdens de jacht een blanke gazelle had gevangen, die zich in een vrouw veranderde, en hoe hij zijn dolk naar de valk had gegooid toen het dier het waagde haar op het hoofd te zitten. De trouwe valk raakte gewond en is weggevlogen.
Als de keizerin ontwaakt, ziet ze de valk in de lucht zweven en hoort zijn jammerklacht: 'De vrouw werpt geen schaduw, de keizer zal verstenen.' De keizerin begrijpt dat het enige middel om haar echtgenoot te redden is, een schaduw te verwerven, en zij vraagt wanhopig aan haar voedster waar zij een schaduw vinden kan. Deze zegt dat ze dan naar de ellendige mensenwereld moet afdalen, want als zij de schaduw wil vasthouden moet zij hem zelf halen.
Tweede toneel
Een armelijk vertrek in het huis van de verver Barak, dat dienstdoet als atelier en als kamer. Als het doek opgaat zijn de drie misvormde broers van Barak ruzie met elkaar aan het maken. Dan volgt een scène waarin het verschil in karakter tussen Barak en zijn vrouw aan het licht komt. Hij is geduldig en goedmoedig, zij kijft altijd en klaagt zonder ophouden. Hij verwijt haar dat zij hem nog altijd geen kind heeft geschonken, en vertrekt naar de markt om zijn koopwaar aan de man te brengen.
Weldra verschijnen de keizerin en haar voedster, vermomd als eenvoudige bedienden. De voedster begrijpt alras dat de vrouw van de verver een dankbaar object voor haar zwarte magie zal zijn. Zij prijst haar om haar schoonheid en stelt haar voor haar schaduw te verkopen in ruil voor alle rijkdommen die zij zich maar wensen kan. Om haar beter te kunnen overtuigen roept zij daarbij visioenen op. De vrouw van de verver stemt ermee in haar eigen kansen op het moederschap in te ruilen voor deze rijkdommen. Zij verklaart haar bed tot verboden gebied voor haar echtgenoot. Alleen achtergebleven krijgt de vrouw echter een ander visioen. Angstige kinderstemmen klinken uit het vuur: de ongeboren kinderen van Barak die om verlossing vragen. Als Barak terugkeert, zijn hun bedden van elkaar gescheiden. Buiten hoort men de stemmen van de wachters van de nacht.
Muzikale opmerkingen
- Het bedrijf begint niet met een prelude, maar met drie orkest-akkoorden; uit te spreken als "Keik!-o-bad" Het gaat hier om een heilige naam van een figuur, die nooit op het toneel verschijnt, maar wel de handeling bepaalt (te vergelijken met Elektra: Agamemnon!)
- Tussen beide tonelen is een tussenspel, dat het neerdalen naar de mensen verbeeldt (vergelijk met Wodans afdaling naar de Nibelungen in Das Rheingold).

### Tweede bedrijf
Eerste toneel
In het huis van Barak. De voedster probeert de vrouw in verleiding te brengen door een knappe jongeman te laten verschijnen zodra de verver is vertrokken. De vrouw denkt dat ze haar man haat, maar durft hem toch niet te bedriegen. Barak voelt heel goed aan dat zij veranderd is en heeft daar veel verdriet van. Hij nodigt een aantal bedelkinderen uit om met hen de maaltijd te delen.
Tweede toneel
Het keizerlijk valkeniershuis in het bos. De teruggevonden valk heeft de keizer hierheen geleid naar het huis waar de keizerin gezegd heeft deze drie dagen alleen te willen vertoeven met niemand om zich heen dan de voedster. Hij ziet haar echter thuiskomen van haar tocht naar de aarde, omgeven van mensenlucht. Overtuigd door haar verraden te zijn, wil hij haar doden. Maar zijn pijl heeft haar tot vrouw gemaakt. Zijn zwaard heeft haar gordel doorbroken. En met zijn handen kan hij het niet. Wanhopig gaat hij weg.
Derde toneel
De woning van Barak. Het is nu de derde dag en de voedster probeert nog altijd de schaduw van de vrouw van de verver te bemachtigen. Beiden verlaten de woning en laten de keizerin met Barak alleen achter. Wanneer het doek zakt heeft men inmiddels begrepen dat de keizerin sympathie heeft opgevat voor de verver en spijt heeft van het onheil dat zij over hem gaat afroepen.
Vierde toneel
Het slaapvertrek van de keizerin in het valkeniershuis. De keizerin heeft boze dromen over het leed dat zij Barak berokkent. Daarna droomt zij dat zij de keizer zijn grafkelder ziet ingaan terwijl de valk zijn klaagroep laat horen. Zij wordt wakker in het bewustzijn dat zij beide mannen in het ongeluk heeft gestort.
Vijfde toneel
De woning van Barak. De voedster probeert voor de laatste keer de schaduw van de vrouw te bemachtigen. Het is middag, en toch wordt de lucht grauw, er dreigt onweer, en de drie broers van Barak schreeuwen het uit van angst. De voedster begrijpt dat zij de bovennatuurlijke krachten die losbarsten niet meer kan beheersen. De keizerin is doodsbang voor het lijden van de menselijke wezens. Tegelijk is zij het noodlot dankbaar waardoor zij Barak ontmoet heeft, die haar door zijn onkreukbaarheid voor zich gewonnen heeft. De scène bereikt het hoogtepunt wanneer de vrouw tegen Barak zegt dat ze hem bedrogen heeft door haar schaduw en haar ongeboren kinderen te verkopen. Om haar woorden kracht bij te zetten ontsteken de drie broers een vuur: men ziet dat zij geen schaduw heeft. Barak wil haar doden, en op magische wijze verschijnt er een zwaard in zijn hand. De keizerin weigert tegen een dergelijk prijs in het bezit van de schaduw te komen. Als de vrouw van Barak merkt wat haar bekentenis teweeg heeft gebracht, komt zij op haar woorden terug: zij heeft de schaduw nog niet verkocht; zij was het slechts van plan. Op het moment dat de voedster de keizerin met zich mee trekt in veiligheid, opent zich de aarde en verzwelgt Barak en zijn woning.

### Derde bedrijf
Eerste toneel
Een onderaards gewelf, in tweeën verdeeld door een dikke muur in het midden. Aan de ene kant Barak; aan de andere kant zijn vrouw. Zij zijn zich elkaars aanwezigheid niet bewust. In een beroemde passage ligt zij overhoop met haar geweten (Schweigt doch, ihr Stimmen), terwijl hij probeert vrede en troost voor hen beiden te vinden (Mir anvertraut, daß ich sie hege). Een stem maant elk om de treden van de rots te beklimmen.
Tweede toneel
Een rotsachtig landschap, dat de keizerin reeds in haar droom heeft gezien. De bode van Keikobad wacht op de aankomst van de magische boot. Hij trekt zich terug zodra de boot met de keizerin en de voedster verschijnt. De keizerin wenst te ontschepen en naar haar echtgenoot te gaan, maar de voedster houdt haar tegen totdat Keikobad hulp zendt. Ze hoort bazuingeschal dat een rechtszitting in de berg aankondigt. De keizerin verstoot de voedster en gaat de gewelven in de rots binnen, nog altijd in het ongewisse of het stromende water leven of dood beduidt. Barak en zijn vrouw zijn nog steeds op zoek naar elkaar, maar de voedster, die nu de mensheid heviger haat dan ooit, wijst elk van hen opzettelijk de verkeerde weg. De bode verschijnt en veroordeelt de voedster om voor altijd onder de mensen rond te dolen en zendt haar weg in de boot.
Derde toneel
In het rotsgewelf. De keizerin bevindt zich voor een nis,omgeven door onzichtbare volgelingen uit het rijk der geesten. Dit is de laatste, noodlottige krachtproef voor de keizerin; de geesten manen haar om haar lot te bezegelen;men hoort het erbarmelijk geroep van Barak en zijn vrouw. Er ontspringt een bron; als de keizerin ervan drinkt, zal zij de schaduw van de vrouw verwerven; maar Barak en zijn vrouw zijn verloren voor elkaar. De keizerin wordt de keizer gewaar die geheel versteend is. Alleen zijn ogen schijnen te leven. Wanhopig omhelst zij het beeld, dat haar met zijn blik schijnt te verwijten. De orakelstem maant haar dat ze slechts een woord te zeggen heeft om de schaduw te verkrijgen en dat de keizer dan levend met haar mee kan gaan. De keizerin voert een zware tweestrijd, maar weigert ten slotte. Op dat ogenblik valt een verblindende lichtstraal op de keizerin, en werpt een enorme slagschaduw op de grond. De keizer stijgt van zijn troon, en terwijl zij elkaar omhelzen, klinken van boven de stemmen van de ongeboren kinderen.
Vierde toneel
Een prachtig landschap met een gouden waterval. Barak en zijn vrouw lopen elkaar tegemoet. Haar schaduw valt over de afgrond die hen scheidt, en verandert in een gouden brug, waarover zij tot elkaar komen. Zij vallen in elkaars armen. De keizer en de keizerin zijn boven de waterval verschenen. De opera eindigt met een lofzang op het moederschap, waarbij de stemmen der ongeboren kinderen hun toezingen.

## Muziek, betekenis en receptie
Die Frau ohne Schatten is zeker vanuit de synopsis mogelijk bevreemdend, omdat de samenvatting van de plot een obscure, moraliserende indruk wekt. De gesuggereerde, opvattingen over huwelijk vruchtbaarheid en de rol van de vrouw maken een in onze ogen archaïsche indruk. Is er misschien een teveel aan verheven tekst ? Dit libretto leidt niet tot een meeslepend interpersoonlijk drama als bij Elektra of een luchtige conversatietoon als bij Der Rosenkavalier, maar Strauss stort zich wel met verve en zeer geavanceerde polytonaliteit op de tussenspelen.
Als dramatische hoogtepunten zijn te noemen het valk-motief; de zwaardscène in de tweede akte en de aankomst van de boot in het rijk van de Keikobad in het begin van de derde akte. Strauss put alle muzikale middelen uit om alle overgangen, stemmingen en situaties muzikaal precies te tekenen. In de receptie werd Die Frau ohne Schatten steeds als een van de belangrijkste opera's van Strauss gezien, waarin voortgebouwd werd op de voorgangers Elektra en Salomé. Ook de kunstenaars zelf beschouwden de opera als een van de hoogtepunten van hun oeuvre, ook al sprak Strauss later over het werk als een "zorgenkind".
Toen de opera in première ging, was Strauss al een vermogend man; de paden van de nieuwe muziek waar de Weense componisten Berg en Schoenberg voorop gingen, waren hem antipathiek. Toen de Oostenrijkse monarchie in 1919 ineenstortte en de "K.K.Hofoper" werd omgedoopt tot Weense Staatsopera, nam Strauss de door hem begeerde functie van artistiek directeur op zich, samen met Franz Schalk. Als om die nieuwe verbintenis in te luiden ging in oktober 1919 zijn opera in Wenen in première.
Ofschoon de opera goed werd ontvangen en korte tijd later werd geënsceneerd in Dresden en Berlijn, werd het niet een van de populairste werken van Strauss, tot, meer dan veertig jaar later, Karajan en Böhm het werk dirigeerden in Wenen. In de daaropvolgende periode werd Wolfgang Sawallisch in München de grote pleitbezorger van Die Frau ohne Schatten (evenals van alle andere opera's van Strauss). Thans heeft de opera een vaste plaats in het repertoire.

## Orchesterfantasie
1946, drie jaar voor zijn dood besloot Strauss een Orchesterfantasie uit de opera samen te stellen. De partituur van het eendelige werk kwam op 30 mei 1946 in Ouchy gereed. Het werk werd opgedragen aan een mecenas (Manfred Mautner Markhof). De première onder leiding van Karl Böhm vond op 26 april 1947 plaats in het Wiener Konzerthaus.

## Ensceneringen
Duitsland en Oostenrijk:
- 1919 Wien (Hans Breuer, Regie / Franz Schalk, Dirigent), Première
- 1919 Dresden
- 1977 Wiener Staatsoper (Helge Thoma / Karl Böhm)
- 1991 Salzburger Festspiele (Götz Friedrich/Georg Solti)
- 2011 Salzburger Festspiele (Christof Loy/Christian Thielemann/Wiener Philharmoniker)

Nederland:
- 1992 Amsterdam DNO (Hartmut Haenchen, dirigent / Harry Kupfer, regisseur / Wilfried Werz, decor)
- 2008 Amsterdam DNO (Marc Albrecht, dirigent / Andreas Homoki, regisseur / Wolfgang Gussmann, decor)
- 2025 Amsterdam DNO (Marc Albrecht, dirigent / Katie Mitchell, regisseur / Naomi Dawson, decor)